# 日産・チェリー店
日産・チェリー店（にっさん・チェリーてん）は、日産自動車の過去に存在した販売チャンネル（ディーラー）の一つ。

## 概要
元々は日産自動車グループの愛知機械工業が1970年10月まで生産していた自社ブランドの軽自動車「コニー」を販売するためのディーラー「日産・コニー店」であったが、日産・チェリー発売に際し新たな販売チャンネルを作ることになったことにより、多くの「日産・コニー店」が「日産・チェリー店」に改称した結果生まれたディーラーであった。1980年代後半に「チェリー店」の取扱車種が「プリンス店（＝スカイライン販売会社）」と共通化されて、全国各地の大半の「チェリー店」が同じ地域の「プリンス店」などとの合併・統合が相次ぎ店舗数が激減、さらに1999年には「サニー店」と統合されレッドステージ店となった。現在、チェリー店は、岩手県に日産チェリー岩手販売が、それ以外の地域でも東京都、愛知県、大阪府などの中小規模の整備工場に併設しているチェリー店に残っているのみとなっている。
広告上では「日産チェリー販売会社」、「パルサー販売」、「パルサー販売会社」と表記されていた。

## 過去の専売車種

### 1992年3月時点の取扱車種

#### 乗用車系
太字の車種は、2023年現在も日産全店で販売されている。 

##### セダン
- レパード - F31型のみ。日産店（ブルーバード販売会社）と併売。
- プリメーラ - 日産プリンス店（スカイライン販売会社）と併売。1991年4月から日産・サニー店でも販売。
- パルサー - N13型までは専売車種。N14型以降は日産店、日産プリンス店と併売。

###### 旧日産チェリー千葉販売のみで販売
- 日産・シーマ - 1990年（前身のFY31系グロリアシーマ後期型）から。FY31型グロリアシーマ前期までは日産プリンス店（スカイライン販売会社）の専売車種だった。独立車種となったFY32型（2代目）以降は日産・モーター店（ローレル販売会社）、日産プリンス店と併売。
- グロリア - 1990年（Y31系後期型）からの乗用モデルとY30系ワゴンモデルのみ。Y31型前期まで及び、営業車とY30系バンモデルは日産プリンス店の専売車種。
- フォルクスワーゲン・パサート - 1990年5月から、日産プリンス店、日産サニー店、ヤナセと同時に輸入車として販売開始。1992年3月頃にフォルクスワーゲン社との業務提携解消に伴い、日産販売会社での取り扱いを終了。ヤナセは1992年12月に取り扱いを終了。
- フェアレディZ - Z32型のみ。日産プリンス店と同時に販売開始。Z31型までは日産店〔ブルーバード販売会社〕の専売車種であった。

###### 日産チェリー岩手販売、日産チェリー茨城南販売（1996年、会社清算）で販売
- スカイライン - R32型から（R31型までは日産プリンス店の専売車種）。

##### ハッチバック
- マーチ - 日産店、サニー店と併売。

##### スポーツカー
- 180SX - 日産プリンス店と併売。
- シルビア- 日産・サニー店、プリンス店と併売、S15型のみの取り扱い。
- エクサ

##### 1BOX・ミニバン
- バネットラルゴ
- バネットセレナ（現セレナ）一部のプリンス店、サニー店と併売。

#### 商用車系

##### ライトバン
- 日産・ADバン

##### 1BOXバン
- バネット(現NV200バネット）

### 1990年3月以前に販売終了した車種

#### 乗用車系

##### セダン
- レパードTR-X - 2代目レパード（F31型）販売開始に伴い販売終了。
- バイオレット - バイオレットオースター販売開始に伴い販売終了
- オースター - プリメーラ販売開始に伴い販売終了。
- チェリー - パルサー販売開始に伴い販売終了。

#### 商用車系

##### 1BOXバン
- チェリーキャブ - チェリーバネット販売開始に伴い販売終了。